# Taha Hussein
Taha Hussein (àrab: طه حسين, Ṭaha Ḥusayn) (Magaga, Minya, Egipte, 14 de novembre de 1889 - el Caire, 28 d'octubre de 1973) fou un escriptor egipci. Va ser nominat al Premi Nobel de Literatura vint-i-una vegades.
Va ser una de les grans influències dels escriptors i intel·lectuals egipcis i una de les grans figures de la renaixença àrab i dels moviments culturals del món àrab. El seu sobrenom és El degà de la literatura àrab o Qàhir adh-dhalam (en català: 'el Conqueridor de la foscor'). Va néixer a Magaga, Minya. Com que eren molts germans, ell no va gaudir de l'atenció suficient que necessita un nen i això va provocar una prematura serietat i existència plena de pors i d'inseguretats. Es va aïllar en el món interior, fins al punt d'evitar menjar i beure en públic, costum que conservaria fins que es va casar. Va quedar cec als cinc anys a conseqüència d'un tracoma mal curat; tot i això, va seguir amb els seus estudis i va anar a la Universitat al- Azhar del Caire, on va estudiar religió i literatura. Posteriorment, va anar a la Universitat Egípcia (quan a al-Azhar es van negar a donar-li el diploma) i allà es va convertir en el primer estudiant a obtenir un doctorat. Més tard, va continuar els seus estudis a la Sorbona a París, on es va especialitzar en història antiga, grec, llatí i filosofia, i allà també va aconseguir un doctorat. A França va conèixer la que seria la seva dona. Va tornar a Egipte el 1918 i va fer de professor d'història antiga i de literatura clàssica i, a més, va fer publicacions sobre la poesia preislàmica, en què expressava els seus dubtes sobre l'autenticitat d'aquesta i alguns capítols de l'Alcorà, cosa que li va comportar crítiques i rebuig, pels quals més tard perdria el seu lloc de treball. A partir d'aquest moment, es dedicà al periodisme i, amb l'arribada al poder del partit Wafd, recuperà el seu càrrec universitari. Posteriorment, va ser nomenat rector de la Universitat del Caire, membre de l'Acadèmia de la Llengua Àrab i ministre d'Educació a Egipte, des d'on va aconseguir que l'educació bàsica es convertís en obligatòria i gratuïta.

## Biografia
Taha Hussein va néixer a Izbet el Kilo, un poble de la governació de Minya, al centre de l'Egipte superior. Va anar a un kuttab, i després d'això va ser admès a la Universitat Al-Azhar, on va estudiar religió i literatura àrab. Des de ben petit, va ser refractari a rebre una educació tradicional. Hussein és el setè de tretze germans, nascut en una família de classe mitjana baixa. Als tres anys es va tornar cec, pel resultat d'un tractament mèdic defectuós, una condició que li causà una gran angoixa durant tota la seva vida. Hussein es va casar amb Suzanne Bresseau mentre assistia a la Universitat de Montpeller a França. Ella era coneguda com “la veu dolça”. Aquest nom li ve per la seva habilitat de llegir-li mentre ell intentava millorar la seva comprensió del francès. Suzanne es va convertir en la seva dona, la seva millor amiga, la mare dels seus dos fills i va ser la seva mentora al llarg de la seva vida. La seva filla, Amina i el seu germà petit Moenis són dues figures importants a Egipte. Amina, que va morir a l'edat de 70 anys, està entre les primeres dones a graduar-se a la Universitat del Caire. Ella i el seu germà, Moenis, van traduir Adib (L'intel·lectual) al francès. Això va ser molt important per al seu pare, que va ser un egipci que es va traslladar a França i va aprendre l'idioma. Encara més important, el personatge d'Adib és un home jove que, com Taha Hussein, ha de bregar entre el xoc cultural de ser un estudiant egipci i viure a França.

## Carrera acadèmica
Quan la Universitat laica del Caire va ser fundada el 1908, ell estava entusiasmat perquè l'admetessin i, tot i ser cec i pobre, va guanyar-hi una plaça. El 1914, esdevingué el primer graduat a rebre el doctorat amb la seva tesi del poeta escèptic i filòsof Abu- Alala’ Al- Ma’ari, i després es va convertir en professor de literatura àrab. El 1919, va ser nomenat professor d'història a la Universitat del Caire. A més, va ser rector fundador de la Universitat d'Alexandria. Encara que va escriure moltes novel·les i assajos, és conegut per la seva autobiografia (Els dies). Però va ser el seu llibre de crítica literària de poesia preislàmica del 1926 el que el va portar a tenir certa notorietat en el món àrab. En aquest llibre, expressa el dubte sobre l'autenticitat de molta poesia àrab primerenca, al·legant que va ser falsificada durant l'antiguitat per l'orgull tribal i la rivalitat entre tribus. Insinuava indirectament que l'Alcorà no ha de ser pres com una font objectiva de la història; per tant, el llibre va despertar una intensa ira i hostilitat per part dels estudiosos de la religió de l'Al-Azhar i molts altres tradicionalistes, i va ser acusat d'haver insultat l'Islam. Però el fiscal va declarar que el que Taha Hussein havia dit era l'opinió d'un investigador acadèmic i no es va prendre cap acció legal contra ell, encara que va perdre el lloc de treball a la Universitat del Caire el 1931. El seu llibre va ser prohibit, però va ser republicat l'any següent amb unes lleus modificacions amb el títol de La literatura preislàmica. Taha Hussein va ser un intel·lectual de la Renaixença egípcia i defensor de la ideologia del nacionalisme egipci al llarg del que ell anomena faraonisme, ell creia que la civilització egípcia era totalment oposada a la civilització àrab, i que Egipte només podria progressar recuperant les seves arrels preislàmiques. Després que Hussein obtingués el seu MA de la Universitat de Montpeller, va continuar els seus estudis i va rebre un altre Ph. D. De la Sorbona. Després d'aconseguir-lo, va ser el primer egipci a rebre el MA i el doctorat (Ph. D) de França. En la seva tesi doctoral, escrita el 1917, Hussein va escriure sobre Ibn Khaldun, un historiador tunisià, considerat per alguns el fundador de la sociologia. Dos anys després, el 1919, Hussein va tornar a Egipte des de França amb la seva dona, Suzanne, i va ser nomenat professor d'història a la Universitat del Caire. El 1950, Hussein va ser nomenat ministre d'Educació, i va poder posar en pràctica el seu lema l'educació és com l'aire que respirem i l'aigua que bevem. Sense Taha Hussein i la seva passió per promoure l'educació, milions d'egipcis mai haurien pogut estar alfabetitzats.

## Càrrec polític i tasques
Taha Hussein va tenir moltes posicions en la vida pública. Va ser professor d'història, grec i literatura llatina a la Universitat del Caire després de la seva tornada de França. També va ser professor de literatura àrab a la Facultat d'Arts. El 1930, va ser acomiadat de la universitat després de la publicació, el 1926, del seu polèmic llibre La poesia preislàmica o La poesia de l'època de la ignorància, però es va unir al personal de l'American University del Caire i el 1942 es va convertir en assessor del Ministeri d'Educació i director de la Universitat d'Alexandria fins que es va retirar el 16 d'octubre de 1944.
El 1950, va ser nomenat ministre del Coneixement (ministre d'Educació en l'actualitat) des d'on va fer una crida a l'educació gratuïta i el dret de tothom a rebre educació. A més, va ser un gran detractor de l'educació només per a rics. Per això, ell deia «l'educació és l'aigua i l'aire, el dret de tots els éssers humans». Per tant, en les seves mans, l'educació es va convertir en gratuïta i els egipcis van començar a poder gaudir-la. A part, també va convertir moltes de les escoles alcoràniques en escoles primàries i va transformar algunes escoles secundàries en escoles de postgrau de medicina i agricultura. També se li atribueix la creació d'una sèrie de noves universitats.
Taha Hussein va ocupar el càrrec de cap de redacció de diversos diaris i va escriure innombrables articles. També va ser membre de diverses acadèmies científiques a Egipte i a tot el món.

## Obres
La seva obra se centra a analitzar la literatura àrab i la història de l'Islam, encara que també va escriure sobre aspectes socials i polítics. Entre altres coses, també va traduir a l'àrab diverses obres de la literatura occidental europea. El 1973, va rebre el Premi de Drets Humans atorgat per l'ONU com a reconeixement a les persones i organitzacions que haguessin realitzat aportacions significatives a «la promoció i protecció dels drets humans i les llibertats fonamentals». A més a més, va ser guardonat per les més importants institucions àrabs i internacionals.
Va ser autor d'una enorme producció que inclou assaig, ficció i crítica, amb una mordacitat magistral. Destaquen obres com Mustáqbil ath-thaqafa fi-Misr (El futur de l'educació a Egipte), publicada el 1938, i una de les seves obres més conegudes, Els dies, Darrere el riu i L'Islam dins d'un mirall, entre d'altres.
- انظر أيضا
  - مجدي يعقوب
  - أحمد زويل
  - فاروق الباز
  - محمد عبد السلام
  - سليم الحساني
  - على مصطفى مشرفة
  - فاروق حسني
  - معرفة
  - جودة
  - ملحق: قائمة باسماء الكتاب العرب
  - ملحق: قائمة الروائيين حسب الجنسية

- مراجع
  - الفتنة الكبرى عثمان
  - الفتنة الكبرى علي وبنوه.
  - في الشعر الجاهلي .
  - الأيام. traducció al castellà: Los días
  - دعاء الكروان.
  - شجرة البؤس.
  - المعذبون في الأرض.
  - على هامش السيرة.
  - حديث الأربعاء.
  - من حديث الشعر و النثر.
  - مستقبل الثقافة في مصر.
  - أديب.
  - مرأة الإسلام.
  - الشيخان.
  - الوعد الحق.
  - جنة الشوك.
  - مع أبي العلاء في سجنه.
  - في تجديد ذكرى أبي العلاء.
  - في مرأة الصحفي.